# 波と鐘

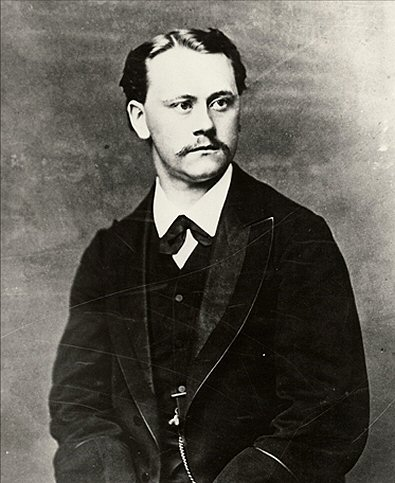
デュパルク

『波と鐘』（なみとかね、フランス語: La Vague et la cloche）、アンリ・デュパルクが1871年に作曲した歌曲（ホ短調）で、高踏派の詩人フランソワ・コペの詩集『聖遺物箱』（Le Reliquaire、1866年刊行）の中の一編である同名の詩『波と鐘』に作曲された。本作は元々バス向けにオーケストラ伴奏の歌曲として書かれ、ヴァンサン・ダンディによってピアノ伴奏版が作成され、後に作曲者自身によってもピアノ伴奏版も作成された。

## 概要
本作は友人のヴァンサン・ダンディに捧げられている。真崎隆治によれば「本作はスケールの大きな曲であり、荒れ狂う海や高鳴る鐘を迫真的に描いて、伴奏は劇的な大活躍をするが、仰々しさが先に立ち、さほどの効果は得られていない。ただ、最後の〈夢〉に対する問いかけの部分には深みがある」。河本喜介は「これほどスケールの大きなフランス歌曲も例がなく貴重である」と述べている。

## 管弦楽伴奏版の楽器編成
- 木管楽器：ピッコロ1、フルート2、オーボエ2、クラリネット2、バスーン3
- 金管楽器：ホルン4、トランペット2、トロンボーン3
- ティンパニ、タムタム
- 弦5部、ピアノ

## 歌詞
Une fois, terrassé par un puissant breuvage,

J’ai rêvé que parmi les vagues et le bruit

De la mer je voguais sans fanal dans la nuit,

Morne rameur, n’ayant plus l’espoir du rivage.

L’Océan me crachait ses baves sur le front

Et le vent me glaçait d’horreur jusqu’aux entrailles;

Les lames s’écroulaient ainsi que des murailles,

Avec ce rythme lent qu’un silence interrompt.

Puis tout changea.

La mer et sa noire mêlée

Sombrèrent. Sous mes pieds s’effondra le plancher

De la barque… Et j’étais seul dans un vieux clocher,

Chevauchant avec rage une cloche ébranlée.

J’étreignais la criarde opiniâtrement,

Convulsif, et fermant dans l’effort mes paupières;

Le grondement faisait trembler les vieilles pierres,

Tant j’activais sans fin le lourd balancement.

Pourquoi n’as-tu point dit, ô rêve ! où Dieu nous mène?

Pourquoi n’as-tu point dit s’ils ne finiraient pas,

L’inutile travail et l’éternel fracas

Dont est faite la vie, hélas! la vie humaine?
あるとき、強烈な水薬に打ちのめされ、

私は夢をみた、夜、灯火もなしに、

力ない櫂手で、岸への望みもないままに、

海鳴りと波の間にさまよっていた・・・

大海原は額に泡を吹きかけ

風は、怖ろしさで私をはらわたまで凍らせた、

無数の浪は城壁のように崩れた

静けさが間をおく、ゆったりとしたリズムで

そして、すべてが変わった・・・

海とその衝撃は没してゆき、

私の足もとに、船底が崩れ落ちた・・・

私は鐘楼にひとりだった、

こわれた鐘に夢中でまたがりながら。

ひきつけ、そしてつとめて瞼を閉じながら、

私は屈せずその鳴り続けるものを締めつけた、

私が重い揺れを活気づかせているあいだ

うなる音は無数の古い石を震えさせていた。

何故いわなかったのか、夢よ、神は我々をどこへ

導くかを何故いわなかったのか、それが終わるか否かを

不要な仕事と永遠の騒音、

それで創られている命、それが人生なのだ！

## 演奏時間
約5分。